# Angelo Celli

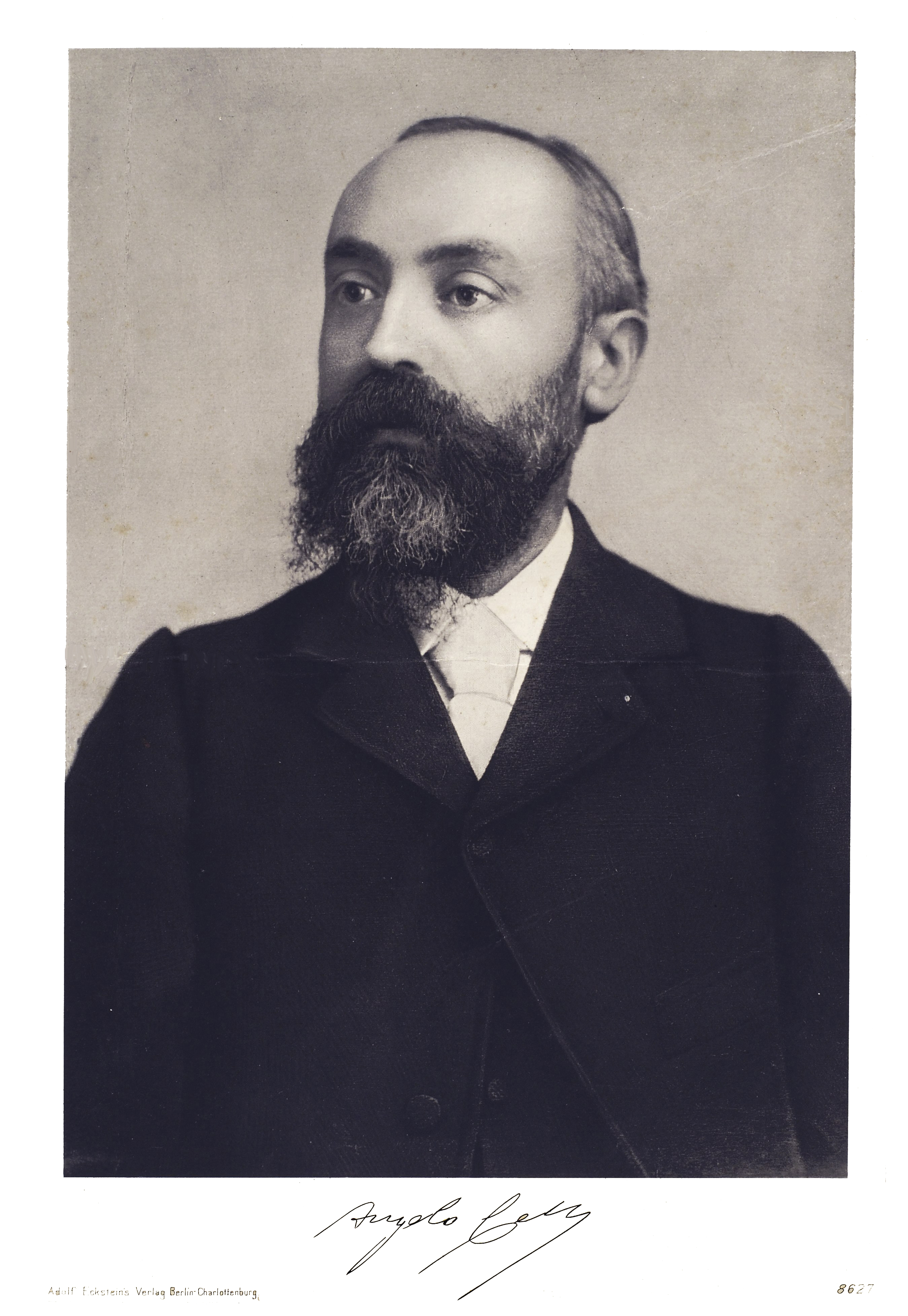
Angelo Celli

Angelo Celli (* 25. März 1857 in Cagli; † 2. November 1914 in Monza) war ein italienischer Arzt, Bakteriologe, Hygieniker, Parasitologe und Hochschullehrer, der sich insbesondere mit den Krankheitserregern der Malaria befasste.

## Leben
Angelo Celli absolvierte nach dem Schulbesuch ein Studium der Medizin an der Universität La Sapienza in Rom sowie an der Friedrich-Wilhelms-Universität zu Berlin, wo er die Vorlesungen von Max von Pettenkofer besuchte.
Nach seiner Rückkehr übernahm er 1886 zunächst eine Professur für Hygiene an der Universität Palermo, ehe er 1887 zum Professor für Hygiene an der Universität La Sapienza in Rom berufen wurde.
Neben seiner Lehrtätigkeit befasste er sich insbesondere mit der Erforschung von Gesundheitsproblemen der damaligen Zeit. Zusammen mit Ettore Marchiafava untersuchte er den 1880 von Alphonse Laveran entdeckten Krankheitserreger der Malaria und sie benannten diesen 1885 Plasmodium malariae. Durch ihre gemeinsame Arbeit gelang ihnen die Differenzierung der Erreger der einzelnen Arten der Malaria. So unterschieden sie 1889 die Tertiana und Quartana von schwereren Formen der Sumpffieber. Daneben befasste Celli sich mit der Erforschung der Ursachen der zerebrospinalen Meningitis und er veröffentlichte 1896 seine Studien zur Ethologie der Dysenterie. Aufgrund seiner Forschungen setzte er sich nachhaltig für die Bekämpfung der Malaria ein und er erarbeitete für das Parlament das Gesetz zur Ausgabe von Chinin, das 1900 als Legge sul chinino di stato verabschiedet wurde.
Als Hygieniker untersuchte Celli auch das Problem der Auswirkungen der Ernährungen auf ärmere Bevölkerungsschichten. Er wurde 1901 Mitglied der American Academy of Arts and Sciences. 1925 gab die Accademia Nazionale dei Lincei seine Storia della malaria nell’Agro romano, die auch 1929 in deutschsprachiger Übersetzung von seiner Witwe Anna Celli-Fraentzel erschien.

## Veröffentlichungen
Neben seiner Lehr- und Forschungstätigkeit verfasste Angelo Celli zahlreiche Sachbücher zu medizinischen Themen wie insbesondere zur Malaria, aber auch zur Epidemiologie und Hygiene. Zu seinen Werken gehören:
- Zusammen mit Ettore Marchiafava. Sulle alterazioni dei globuli rossi nella infezione da malaria e sulla genesi della malenemia, in: Atti dei Lincei, 3. Serie, Band 18 (1883), S. 381–401 (Onlineversion)
- Etiologia della dissenteria, Rom 1896
- Manuale dell’ufficiale sanitario. Corso di perfezionamento, 1899 (Onlineversion)
- mit Ettore Marchiafava: Über die Malariafieber Roms. Berlin 1890.
- La malaria. Secondo le nuove ricerche. Con tavole e figure intercalate nel testo, Rom 1899, (2. Auflage 1900 (Onlineversion))
- Epidemiologia generale e speciale, Rom 1901
- Per la lotta contro la malaria, Rom 1902
- La malaria in Italia, Rom 1911
- Manuale dell’igienista. As uso di ufficiali sanitari, medici circondariali e provinciali, ingegneri, chimici e veterinari igienisti, uffici e labiratori d’igiene, Turin 1911–1912 (Onlineversion)
- Storia della malaria nell’Agro romano, posthum, Città di Castello 1925

in deutscher Sprache
- Die Veränderungen der rothen Blutscheiben bei Malariakranken, in: Fortschritte der Medizin, Band 1 (1883), No 18 (5. September) (Onlineversion)
- Die Malaria nach den neuesten Forschungen von Angelo Celli, übersetzt von Fritz Kerschbaumer in Wien, Urban & Schwarzenberg, Berlin und Wien 1900 (Onlineversion)
- Die Malaria in ihrer Bedeutung für die Geschichte Roms und der römischen Campagna. Eine kulturhistorische Studie, Übersetzung Anna Celli-Fraentzel, Leipzig 1929

in englischer Sprache
- Malaria according to the new researches, 1900 (Onlineversion)
- The history of malaria in the Roman Campagna from ancient times, 1933